# Jan Berggren
Jan Å Berggren, född 12 juni 1946, är en svensk byggherre.
Berggren grundade Jakri AB 1983 tillsammans med sin bror Krister. Företaget är mest känt för Jakriborg som ligger mellan Lund och Malmö. Under senare år har bröderna diversifierat sina projekt i Skåne och skapat vad som nu är ett av södra Sveriges mest framgångsrika privata fastighetsbolag.